# La Comuna (teatro)
El Théâtre de la Commune (en español: Teatro de la comuna; a menudo llamado simplemente La Commune, en español: La Comuna) es un teatro ubicado en Aubervilliers, departamento del Sena-Saint Denis, perteneciente al área metropolitana de París o métropole du Grand Paris, Francia.

## Historia

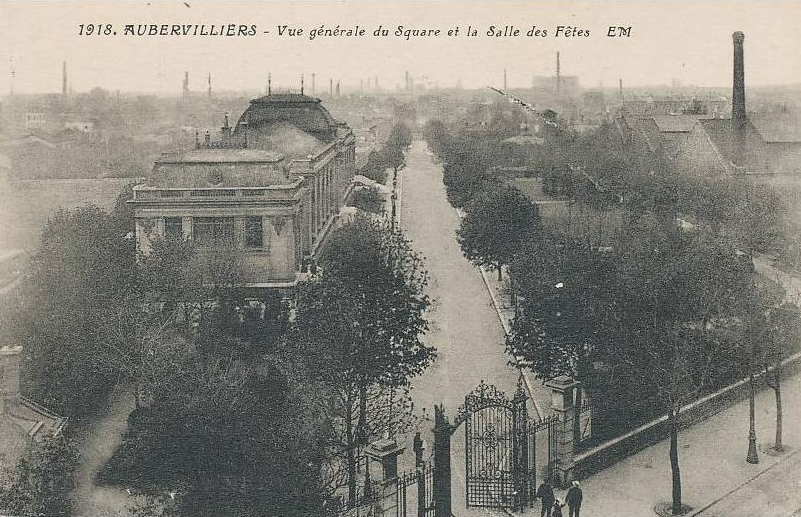
A la izquierda la plaza y el salón de fiestas de Aubervilliers

Inicialmente el teatro La Comuna fue un salón de fiestas, el cual fue construido en el año 1900. El recinto era utilizado para bailes de salón, reuniones sociales, peleas de boxeo y lucha libre.
El teatro La Comuna fue fundado por Gabriel Garran en 1960, con el apoyo de Jack Ralite, y abrió sus puertas en su actual ubicación en el año 1965, en una sección del salón de fiestas, en tanto la otra sección se destinó a la biblioteca municipal de Aubervilliers. 
En 1975, el teatro fue rediseñado por los arquitectos Jean Perrottet y Valentin Fabre, responsables del Théâtre de la Ville y del Théâtre National de Chaillot. En 2017, se lanzó un nuevo proyecto de renovación del teatro.
La Comuna funciona como un centro dramático nacional o CDN, lo cual le otorga la calidad de teatro público, adscrito al Ministerio de Cultura de Francia, entidad gubernamental que nombra a sus directores.

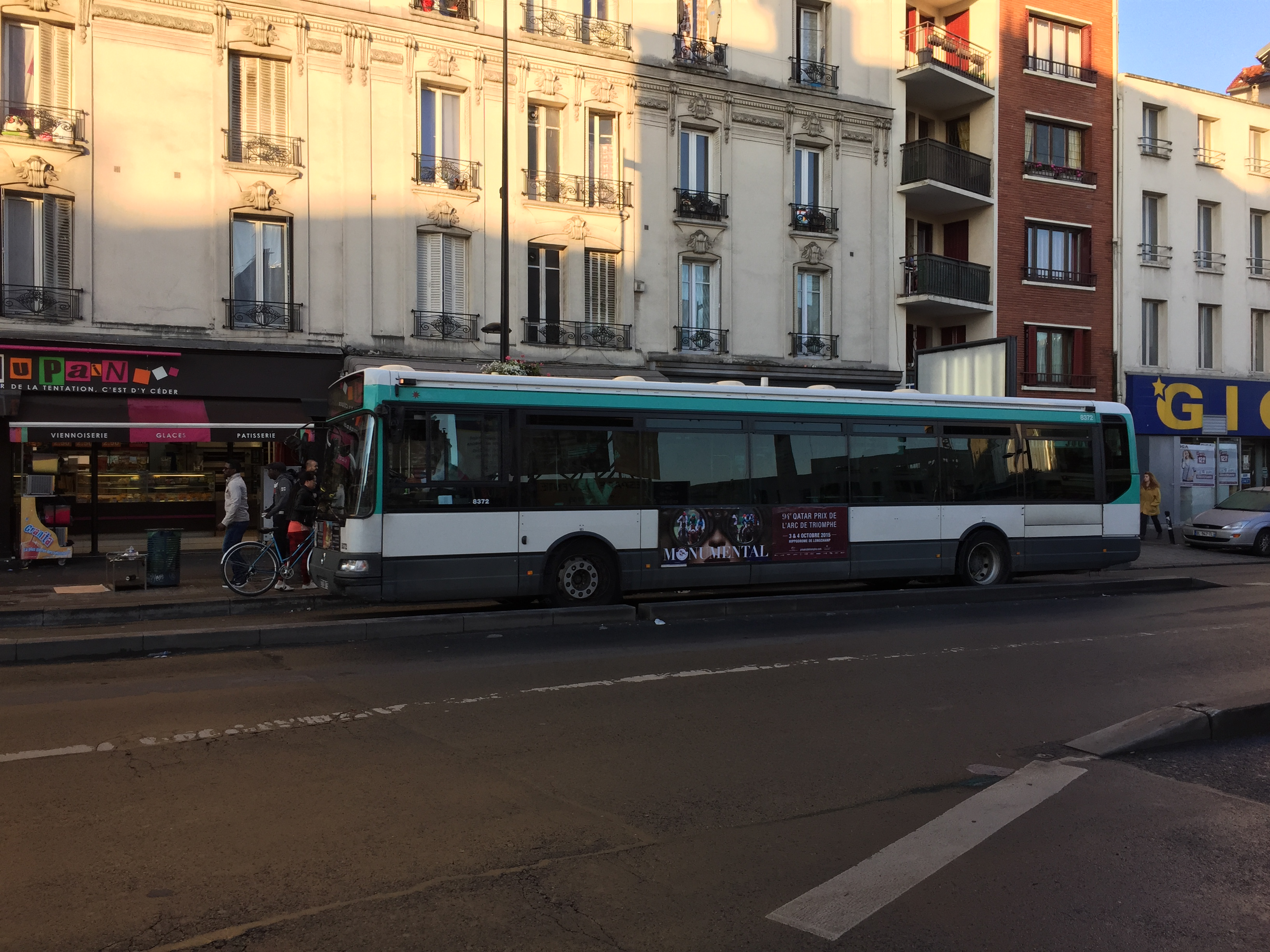
Autobús de Aubervilliers

## Directores
- 1960-1984 : Gabriel Garran
- 1985-1990 : Alfredo Arias
- 1991-1997 : Brigitte Jaques
- 1997-2014 : Didier Bezace
- A partir de 2014 : Marie-José Malis y Frédéric Sacard.[4]

## Acceso
El teatro La Comuna está ubicado en el número 2, de la calle Édouard Poisson en Aubervilliers, adyacente a la Plaza Stalingrado.
Al teatro se puede llegar desde las estaciones del Metro de París Aubervilliers, Pantin o Quatre Chemins. Y también se puede ir en los autobuses de la RATP, líneas 65, 150 y 170.